# Кастель-Віскардо
Кастель-Віскардо (італ. Castel Viscardo) — муніципалітет в Італії, у регіоні Умбрія,  провінція Терні.
Кастель-Віскардо розташований на відстані близько 105 км на північ від Рима, 55 км на південний захід від Перуджі, 60 км на захід від Терні.
Населення — 2967 осіб (2014).

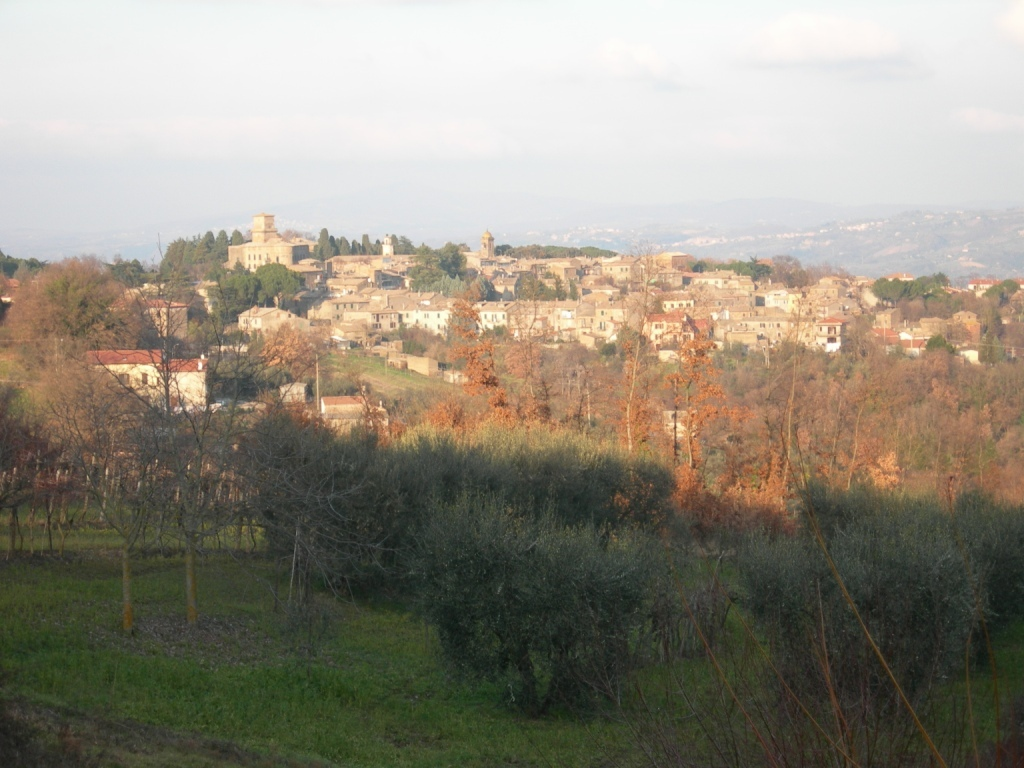

Щорічний фестиваль відбувається 27 серпня. Покровитель — Sant'Antonio di Padova.

## Демографія
Населення за роками:

Станом на 1 січня 2023 року в муніципалітеті офіційно проживали 122 іноземці з 20 країн, серед них 43 громадяни країн Євросоюзу та 5 громадян України.

## Сусідні муніципалітети
- Аккуапенденте
- Аллерона
- Кастель-Джорджо
- Орв'єто